# Dalophia longicauda
Dalophia longicauda är en ödleart som beskrevs av  Werner 1915. Dalophia longicauda ingår i släktet Dalophia och familjen Amphisbaenidae. Inga underarter finns listade i Catalogue of Life.